# 誠興銀行
誠興銀行（葡萄牙語：Banco Seng Heng）於1972年成立，是澳門其中一間已被收購的銀行，曾經是澳門第三大的銀行。2009年「誠興銀行股份有限公司」與「中國工商銀行（澳門分行）」合併，易名為「中國工商銀行（澳門）股份有限公司」。

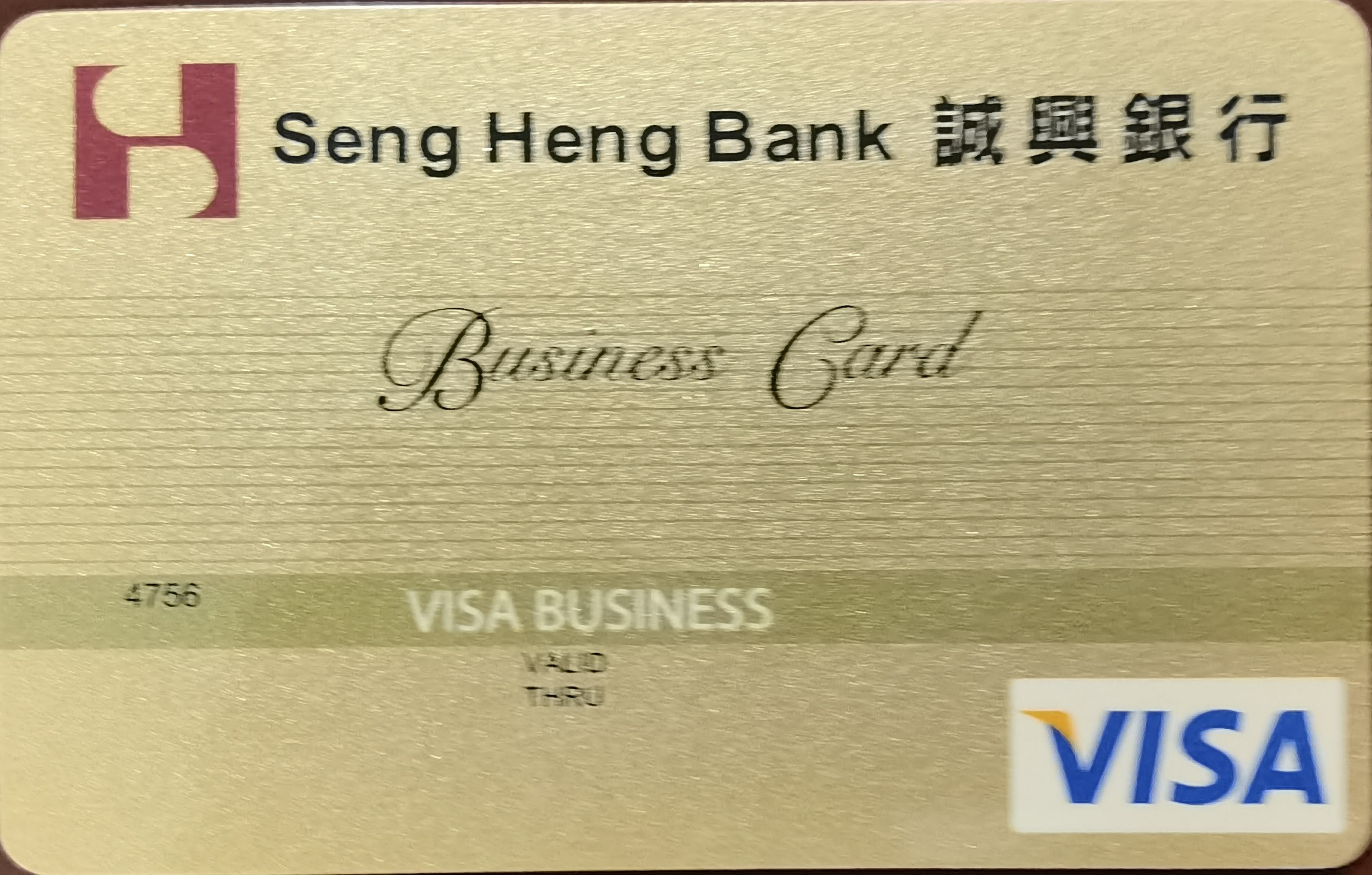
澳门诚兴银行信用卡

## 歷史
誠興銀行在1972年註冊成立。1989年，澳門旅遊娛樂有限公司收購誠興銀行，成為澳娛全資附屬公司。誠興也據說是首家於大中華地區發行預付卡的銀行。報導稱，誠興銀行於2004的的資產總值達190億澳門元，盈利為1.71億澳門元。
2005年9月8日，《亞洲華爾街日報》報導指美國政府部門懷疑誠興銀行與北韓的「超級美鈔」黑錢集資網絡有關，但誠興方面否認全部有關指控，而銀行也未有受到任何控罪及制裁。2006年年底，美國政府證實誠興銀行有協助北韓政府洗黑錢。
2007年年中開始傳出誠興銀行被收購，而何鴻燊否認；及至同年九月間接承認有銀行有意收購。同年12月，中國工商銀行以作價46.83億澳門元收購誠興銀行約79.93%的股份；是次收購事件被外間指何鴻燊「賤賣資產」外，在有盈餘的情況下都被收購有三個原因：
1. 澳博未能如期在2007年年底在香港上市而集資；
2. 新葡京工程超出預算，因而要集資；
3. 澳博流動資金短缺，因而急需充足資金作流動。

2008年年中，誠興銀行開始在有關信件上加上「中國工商銀行附屬機構」字眼，至2009年7月11日，與「中國工商銀行（澳門分行）」正式合併，工行在誠興的權益已達九成，而銀行亦更名為「中國工商銀行（澳門）股份有限公司」（簡稱「工銀澳門」）。